# Lago di Kömüşini
Il lago di Kömüşini, noto anche come lago di Uyuz, (turco: Kömüşini Gölu o Uyuz Gölü) è un lago di acqua dolce nella provincia di Konya, in Turchia. 

## Geografia
Il lago si trova presso il villaggio di Kömüşini, nella zona settentrionale dell' ilçe (distretto) di Kulu nella provincia di Konya, nella Turchia centrale. La sua distanza da Kulu è di 34 km e quella da Konya di 180 km. Il lago si estende su una superficie di circa 1,5 km quadrati e l'elevazione rispetto al livello del mare è di 1.200 metri. Il lago di Kömüşini è un lago poco profondo con una profondità massima di 1,50 m. Esso viene alimentato da acque sotterranee.

## Flora e fauna
Le rive del lago sono coperte di canneti. Campi di grano circondano lo specchio d'acqua. Il lago è un importante luogo di riproduzione per i trampolieri: è inoltre un habitat per lo svasso piccolo, la moretta tabaccata e la folaga. Ospita anche diverse specie di uccelli durante i periodi di migrazione. Il lago e i suoi dintorni hanno ottenuto uno speciale status di area protetta a causa della presenza di specie in via di estinzione a livello mondiale che vivono qui. Nel 1992, il sito è stato dichiarato area naturale protetta. I canneti attorno al lago soffrono di frequenti incendi di origine oscura. Nel 2005 un incendio boschivo ha completamente devastato i canneti.